# Flayosc
Flayosc is een gemeente in het Franse departement Var (regio Provence-Alpes-Côte d'Azur) en telt 3924 inwoners (1999). De plaats maakt deel uit van het arrondissement Draguignan.

## Geografie
De oppervlakte van Flayosc bedraagt 46,2 km², de bevolkingsdichtheid is 84,9 inwoners per km².
De onderstaande kaart toont de ligging van Flayosc met de belangrijkste infrastructuur en aangrenzende gemeenten.

## Demografie
Onderstaande figuur toont het verloop van het inwonertal (bron: INSEE-tellingen).